# Stadhuis van Roeselare
Het stadhuis van Roeselare met de belangrijkste administratieve functies voor de stad Roeselare, heeft een grote historische waarde. Het combineert geschiedenis met moderne architectuur.

## Geschiedenis
In de periode 2022-2024 werden verouderde gebouwen met slechte energiescore en toegankelijkheid gesloopt en werd op de plaats een nieuw stadhuis gebouwd, voortaan met ingang op de Markt. Er is een centrale ruimte met de loketten en het onthaal, en zicht op het belfort, het historische stadhuis en een kunstwerk.

## Gevel
Het stadhuis valt op te delen in twee delen. Enerzijds is er het ‘oude’ gedeelte en anderzijds is er de nieuwere vleugel.
Het oudere gedeelte werd gebouwd in drie jaar tijd, tussen 1769 en 1771, in Louis XV-stijl. Dat is een barokstijl (eerder rococo) en daardoor is het stadhuis gekenmerkt door zijn lichtheid, speelsheid en asymmetrie. Ook nog in die periode was Roeselare een onderdeel van de heerlijkheid van Wijnendale. Daarom staat boven op de gevel het wapenschild van Karel Theodoor van Beieren, die op dat moment daar de heer was.
In 1924 werd een modernere vleugel toegevoegd. In dit gedeelte vinden we de belforttoren terug die, naast de Sint-Michielskerk een kenmerk is aan de skyline van Roeselare.

## Binnenin
De vernieuwde ingang, rechts van het historisch stadhuis, leidt naar het atrium waar men de loketten van de eerstelijnsdiensten terugvindt. Op de eerste verdieping bevinden zich onder andere vergaderzalen en de kantoren van de burgemeester en schepenen. In de zalen van het historisch stadhuis, die niet zomaar toegankelijk zijn, vindt men allerhande kunstwerken terug. In de schepenzaal hangen de portretten van alle burgemeesters van Roeselare van 1830 tot nu. De gemeenteraadzaal, die nog volledig in Louis XV-stijl is ingericht heeft schilderijen van verschillende bekende historische personen die iets met Roeselare hadden. In de conferentiezaal ten slotte vind je een schilderij terug die het stadsplan in de 17de eeuw moet voorstellen.

## Werelderfgoed
De belforttoren is sinds 1999 samen met 55 andere belforten in België en Frankrijk erkend als werelderfgoed door UNESCO. UNESCO plaatste de belforten op haar lijst omdat ze 'typisch waren voor de middeleeuwse macht van de Vlaamse steden'. Het belfort van Roeselare dateert echter uit 1924 maar werd toch weerhouden, niet zozeer omwille van het gebouw op zich maar wel wegens het hebben van een belfort en de 'symbolische waarde' die een belforttoren bezit.